# Heuristika dostupnosti
Heuristika dostupnosti (z angl. availability heuristic) označuje psychologický jev, při kterém máme tendenci upřednostňovat informace, které si při rozhodování snadno vybavíme. Lidé nabývají zalíbení ve věcech, které jsou aktuálním trendem, protože se s nimi často setkávají, v důsledku si k nim vytvoří silné neuronové spojení. Podobnými efekty jsou cognitive ease (kognitivní snadnost) a processing fluency (procesuální plynulost), které jev popisují především ve vztahu s vnímáním (cognitive ease) algoritmickým systémem (processing fluency) mozku.
Stejně jako jakákoliv jiná heuristika může vést k iracionálnímu rozhodnutí právě kvůli zjednodušení či nedostatku informací o daném tématu. Největší kognitivní zkreslení tak může vyvolat u méně častých událostí nebo témat. Heuristika dostupnosti tak nachází využití například v marketingu, firmy totiž nemusí nutně investovat do reklamy, která diváka přesvědčí, že propagovaný výrobek je dobrá volba, stačí pokud získá divák reklamou kontakt s názvem výrobku a pokud se následně bude rozhodovat, který si koupí, bude mu bližší, než výrobky s názvy, které nikdy neslyšel.
Combs a Slovic (1979) vysvětlovali heuristiku dostupnosti na příkladu vnímání smrti nemocí či vraždou nebo autonehodou. Diabetes a rakovina žaludku sice zabije ročně až dvakrát více Američanů než je zabito či při autonehodách, ale zatímco o vraždách či autonehodách se píše velmi často, zdravotní problémy či smrt způsobená nemocí nebývají častým obsahem médií, lidé tedy vnímají mnohem vyšší riziko právě u autonehod či vražd než u nemocí, ačkoliv se věc má přesně naopak.

## Výzkum Tversky + Kahneman

### Experimentem s frekvencí výskytu písmen v abecedě
Tversky a Kahnemann (1973) postavili svůj výzkum metody na hypotéze, že některé věci si lze vybavit mnohem snáze, než jiné. Ve svém výzkumu se ptali lidí na zcela konkrétní údaje:
V normálním úryvku anglicky psaného textu je pravděpodobnější, že bude písmeno K na první, či třetí pozici ve slově?
Ze 152 respondentů odpověděla většina (105), že bude více slov začínat písmenem K. Ve skutečnosti je však v angličtině skoro dvojnásobně slov, které obsahují písmeno K na třetím místě. Důvodem k jejich odpovědi bylo to, že je snadnější si vybavit slova na K, než slova, která obsahují písmeno K na třetím místě, se slovy začínajícími na určité písmeno se totiž setkáváme pokaždé, když hledáme v abecedě nebo hrajeme jazykovou hru, první písmeno má v řadě jazycích zvláštní gramatickou funkci a první velké písmeno označuje vlastní jméno.

### Experiment s vizualizací logických operací

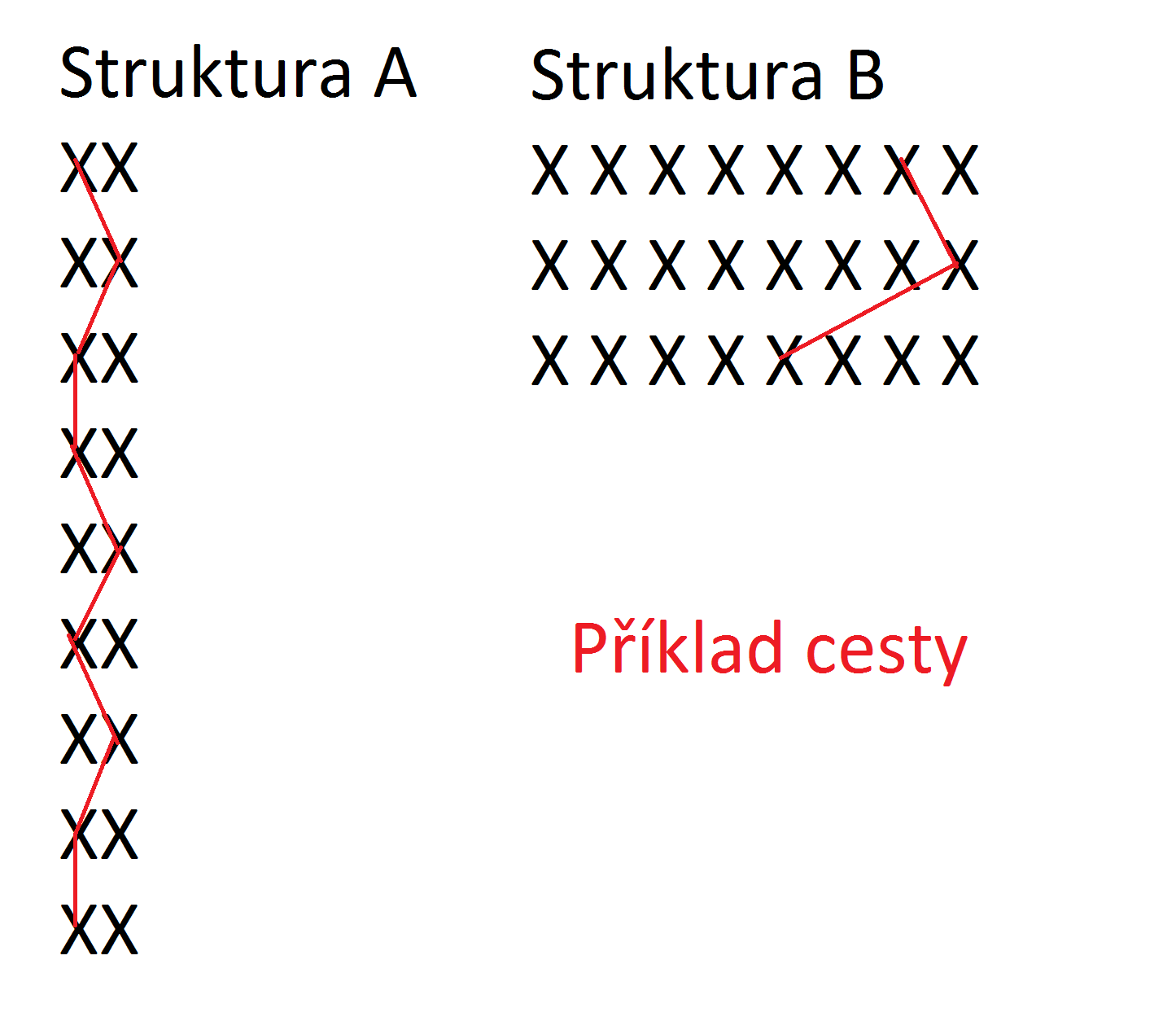
Cesta je v experimentu Tverskeho a Kahnemanna definována jako spojnice X z horního řádku a X z dolního řádku, procházející v každém řádku právě jedním X

Podobný efekt prokázali Tversky a Kahneman i v případě vizualizace, některé věci je jednodušší si představit než jiné.
Ve svém výzkumu předložili respondentům dvě struktury, A a B (viz obrázek vpravo). Respondenti měli zodpovědět tyto dvě otázky:
1) Ve které ze struktur je více cest?
2) Kolik je přibližně cest ve struktuře A a kolik ve struktuře B?
Pro většinu lidí je jednodušší si představit cesty ve struktuře B a proto odhadují, že je tam více cest než ve struktuře A. Celkem si to myslelo 85 % všech oslovených respondentů. Průměrně podle nich vede strukturou B celkem 40 cest, zatímco ve struktuře A pouze 18.
Ve skutečnosti obsahují obě struktury stejný počet cest. Ve struktuře B je nahoře, vprostřed i v dolní řadě 8 elementů ze kterých si lze vybrat. To znamená: 8 × 8 × 8 neboli 512 cest. Ve struktuře A je {\displaystyle 2^{9}}, neboli opět 512 cest.

#### Vysvětlení
U struktury B je mnohem jednodušší si cesty představit (popřípadě podvědomě provést jednoduchý výpočet) a proto je také snazší vidět okamžitě veškeré možnosti, jak cesty mohou vést. Ve svém rozhodování tedy "počítáme" znovu s tím, že varianty, které snadno vidíme tvoří největší část možných variant.

## Studie představivosti
V roce 1978 publikoval John Carroll studii, která propojovala heuristiku dostupnosti s aktem představivosti. Hypotézou bylo, že považujeme situaci za více pravděpodobnou pokud je snadné si ji představit. Hypotézu následně testoval dvěma experimenty.

### Experiment s hádáním budoucího prezidenta
První proběhl den před volbou amerického prezidenta v roce 1976. Subjekty byly požádány aby si představili, že sledují televizní zprávy o výsledcích prezidentských voleb večer a ráno. První polovině bylo řečeno, ať si představí, situaci, ve které Ford vyhrál volby, protože si Carter neudržel důležité státy. Ford vyhrál většinu středozápadu a západu. Poměr hlasů byl 316 pro Forda ku 222 pro Cartera, v seznamu států to bylo celkem 32 států pro Forda a 18 států pro Cartera spolu s okresem Columbia.
Druhé polovině bylo řečeno, aby si představili, jak: Carter vyhraje volby, protože jeho síla na Jihu a východě je tak silná, že Fordova výhra na západě to nemůže překonat. Vyhraje se 342 hlasy, 28 státy a okresem Columbia ku Fordovým 196 hlasy, 22 státy.
Scénáře byly vytvořeny na základě aktuálních průzkumů v době studie. Subjekty si měly představit nejen tento scénář ale i vítěznou řeč zvoleného kandidáta a přiznání porážky druhého kandidáta. Po tom, co si respondenti jednotlivé scénáře představili, byla jim položena otázka, jak si ve skutečnosti myslí, že volby dopadnou - a v průměru skutečně vyšlo najevo, že respondenti si častěji mysleli, že vyhraje právě ten kandidát, kterého si představovali dle scénáře. Podle Carolla za tím stála právě heuristika dostupnosti, konkrétní výběr kandidáta, kterého si představovali za řečnickým pultem, byl pro jejich představivost v té době nejdostupnější, a proto právě jemu přisuzovali větší šanci na výhru.

### Hádání výsledků ve fotbale
Ve druhém si studenti Pittsburské univerzity představovali zápas svého fotbalového týmu v sezóně 1977. Část si měla představit, že se jim povede dobře a část, že ne. Pittsburgh totiž vyhrál v roce 1976 národní šampionát, ale poté odešlo několik hlavních hráčů i trenér.
Výsledky druhého výzkumu nepotvrdily sice danou hypotézu, opět se i zde ukázalo, že představa učinila daný scénář pravděpodobnější. Ze 35 subjektů představujících si dobrou sezónu Pittsburghu uvedlo 63%, že budou mít dobrou sezónu. Naopak ze 38 subjektů představujících si opačný scénář se jednalo již jen o 40 %.